# Литтл, Кевин
Кевин Литтл (англ. Kevin Little; род. 3 апреля 1968, Де-Мойн) — американский легкоатлет, специалист по бегу на короткие дистанции. Выступал за сборную США по лёгкой атлетике в 1989—2001 годах, чемпион мира в помещении, серебряный призёр Панамериканских игр, действующий рекордсмен Северной Америки и США в эстафете 4 × 200 метров в помещении.

## Биография
Кевин Литтл родился 3 апреля 1968 года в Де-Мойне, штат Айова.
Занимался лёгкой атлетикой во время учёбы в старшей школе Ankeny High School, становился чемпионом штата на дистанциях 100 и 200 метров. Продолжил спортивную карьеру в Университете Дрейка, успешно выступал на различных студенческих соревнованиях в США, в частности в 1989 году становился вторым в 100-метровом беге на чемпионате Национальной ассоциации студенческого спорта (NCAA).
Первого серьёзного успеха на международном уровне добился в сезоне 1989 года, когда вошёл в состав американской сборной и выступил на чемпионате мира в помещении в Будапеште, где в зачёте бега на 200 метров выиграл бронзовую медаль. Будучи студентом, представлял США на Всемирной Универсиаде в Дуйсбурге — здесь занял в той же дисциплине шестое место.
В 1991 году на соревнованиях в Глазго вместе с соотечественниками установил ныне действующий рекорд Северной Америки и США в эстафете 4 × 200 метров в помещении — 1:22.71. Также в этом сезоне завоевал серебряную награду в беге на 200 метров на Панамериканских играх в Гаване, уступив на финише только титулованному бразильцу Робсону да Силве.
В 1993 году в 200-метровой дисциплине стал бронзовым призёром на чемпионате мира в помещении в Торонто.
В 1995 году среди прочего стартовал на чемпионате мира в Гётеборге, в программе 200 метров дошёл до стадии четвертьфиналов.
В 1997 году одержал победу на чемпионате мира в помещении в Париже, дошёл до полуфинала на чемпионате мира в Афинах.
В 1999 году с личным рекордом 20,32 взял бронзу на чемпионате мира в помещении в Маэбаси, финишировал шестым на чемпионате мира в Севилье.
В 2001 году на чемпионате мира в помещении в Лиссабоне благополучно квалифицировался в финал 200 метров, однако в решающем забеге на старт не вышел. Помимо этого, был седьмым на чемпионате мира в Эдмонтоне и шестым на Играх доброй воли в Брисбене. По окончании сезона завершил спортивную карьеру.